# Kalinimus Zeew Wissotzky
Kalinimus Zeew Wissotzky, hebr. ‏קלונימוס זאב ויסוצקי‎ (ur. 8 lipca 1824 w Żagorach, zm. 24 maja 1904 w Moskwie) – rosyjsko-żydowski agronom, producent herbaty, filantrop, zwolennik ruchu syjonistycznego.

## Biografia
Kalinimus Zeew Wissotzky urodził się w Żagorach na Litwie w Imperium Rosyjskim 8 lipca 1824 roku. Pochodził z żydowskiej rodziny kupieckiej. Po ożenieniu się, mając osiemnaście lat wyjechał do jesziby w Wołożynie, gdzie pobierał nauki u Israela Salantera, twórcy musaryzmu. Najpierw zamieszkał w Janiszkach, a następnie przeniósł się do żydowskiej kolonii rolniczej w Dubnie koło Dwińska. Ze względu na złą jakość gleb, powrócił do Janiszek. W 1858 roku przeniósł się do Moskwy, gdzie zaczął handlować herbatą. Gdy założona przez niego firma rozwinęła się, otwierając przedstawicielstwa w Nowym Jorku, Londynie i innych miastach Europy, Wissotzky zaczął materialnie wspierał społeczność żydowską. Założył specjalny fundusz. Stał się entuzjastycznym zwolennikiem syjonizmu. W 1884 roku wziął udział w Konferencji Katowickiej. W latach 1884–1885 odwiedził Palestynę, a pisane przez niego listy zostały opublikowane w formie książkowej w 1898 roku. Filantrop wspierał organizacje w Palestynie zakładające kolonie żydowskie w Jerozolimie. Przyczynił się do powstania i funkcjonowania szkoły Bet ha-Sefer w Jaffie. Wsparł wydawanie żydowskiego miesięcznika w Imperium Rosyjskim. W 1898 roku, z okazji ślubu syna Dawida ufundował szkołę talmudyczną w Białymstoku, w której uczono też przedmiotów technicznych. W testamencie Wissotzky zapisał milion rubli na wsparcie ruchu syjonistycznego. Zmarł w Moskwie 24 maja 1904 roku.

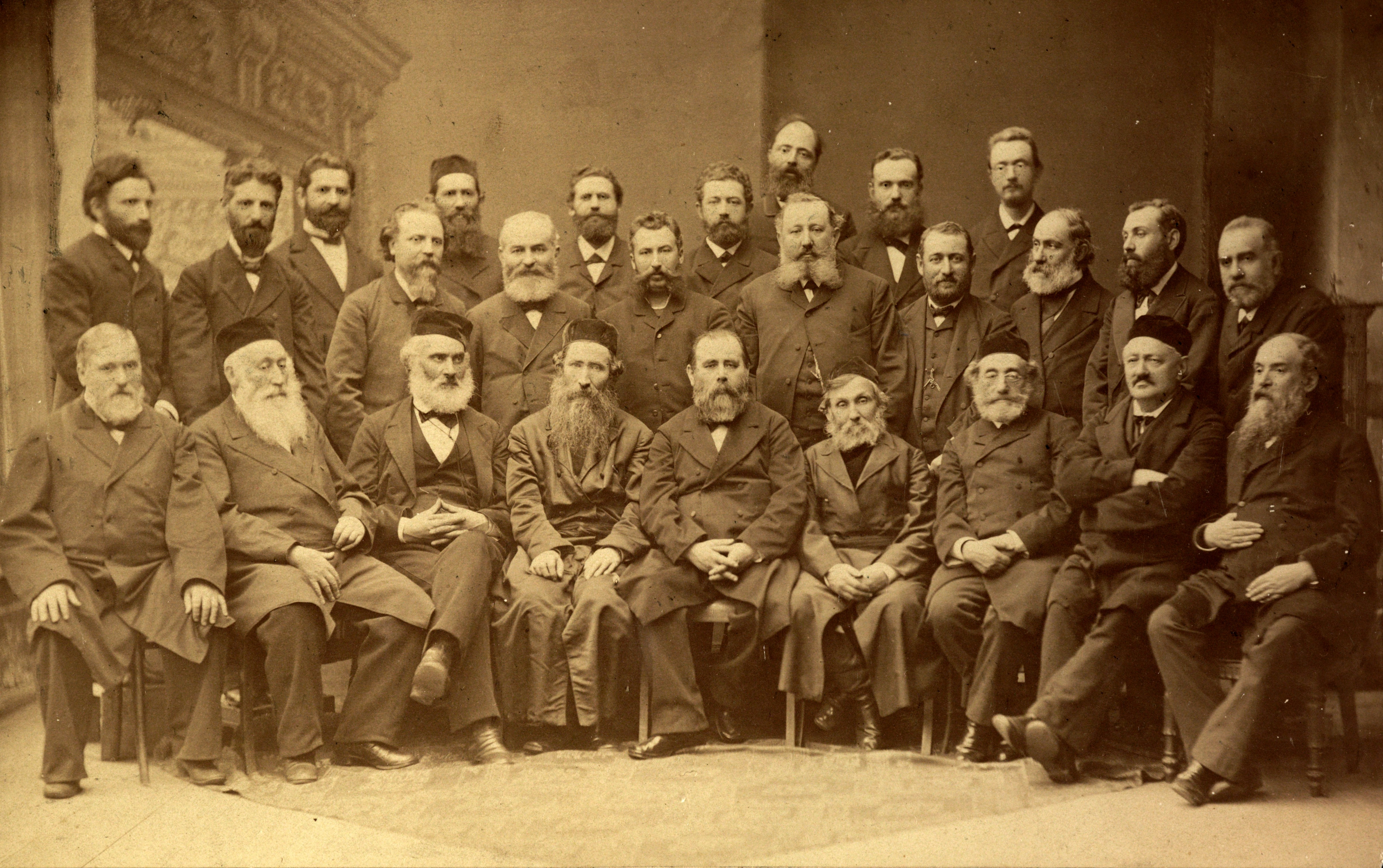
Uczestnicy konferencji katowickiej
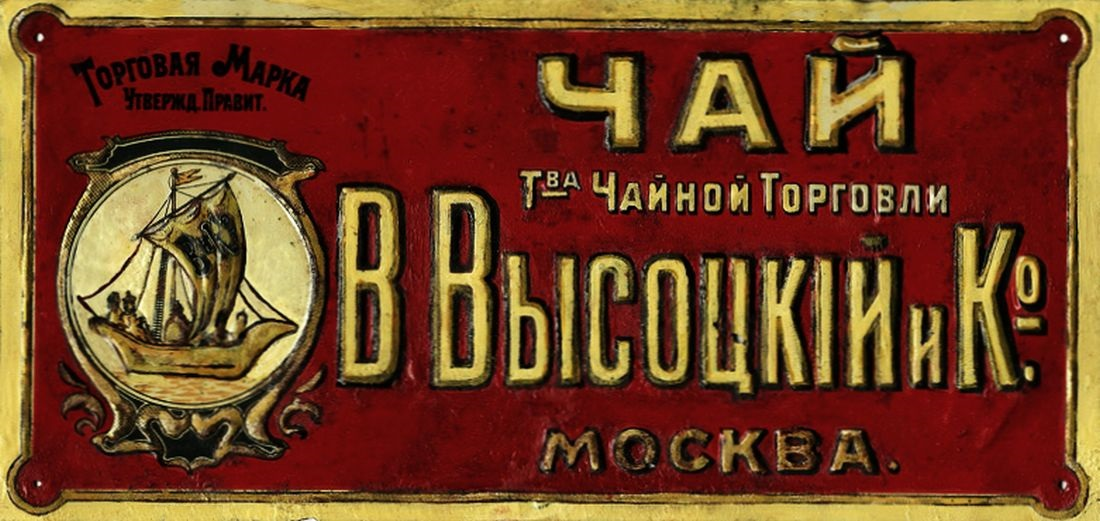
Opakowanie herbaty Wissotzky sprzed 1917 roku